# Wissenschaftspark Gelsenkirchen

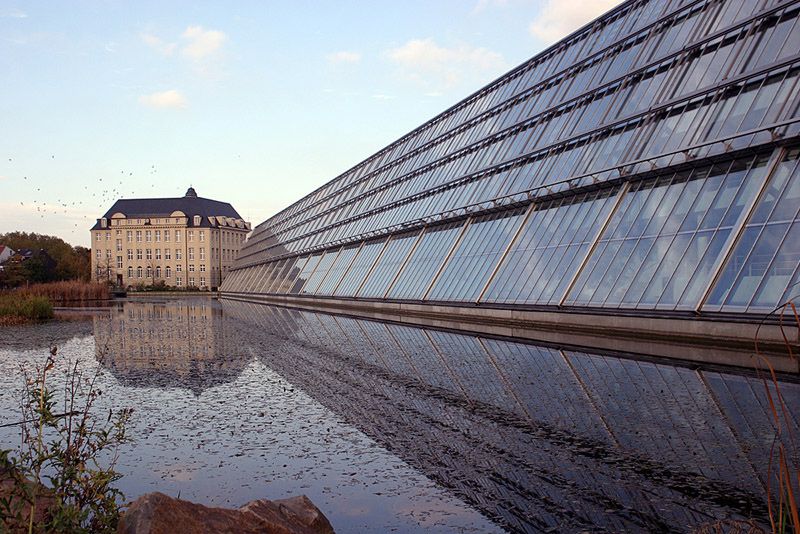
Wissenschaftspark Gelsenkirchen

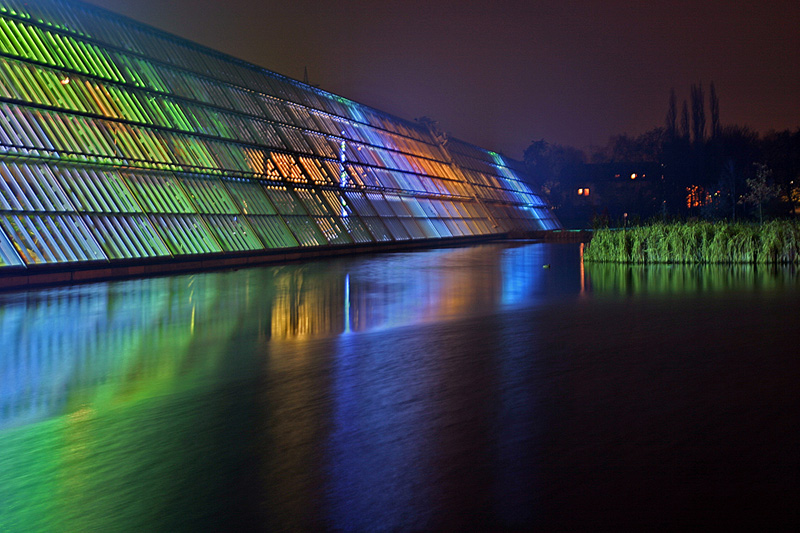
Lichtkunst von Dan Flavin

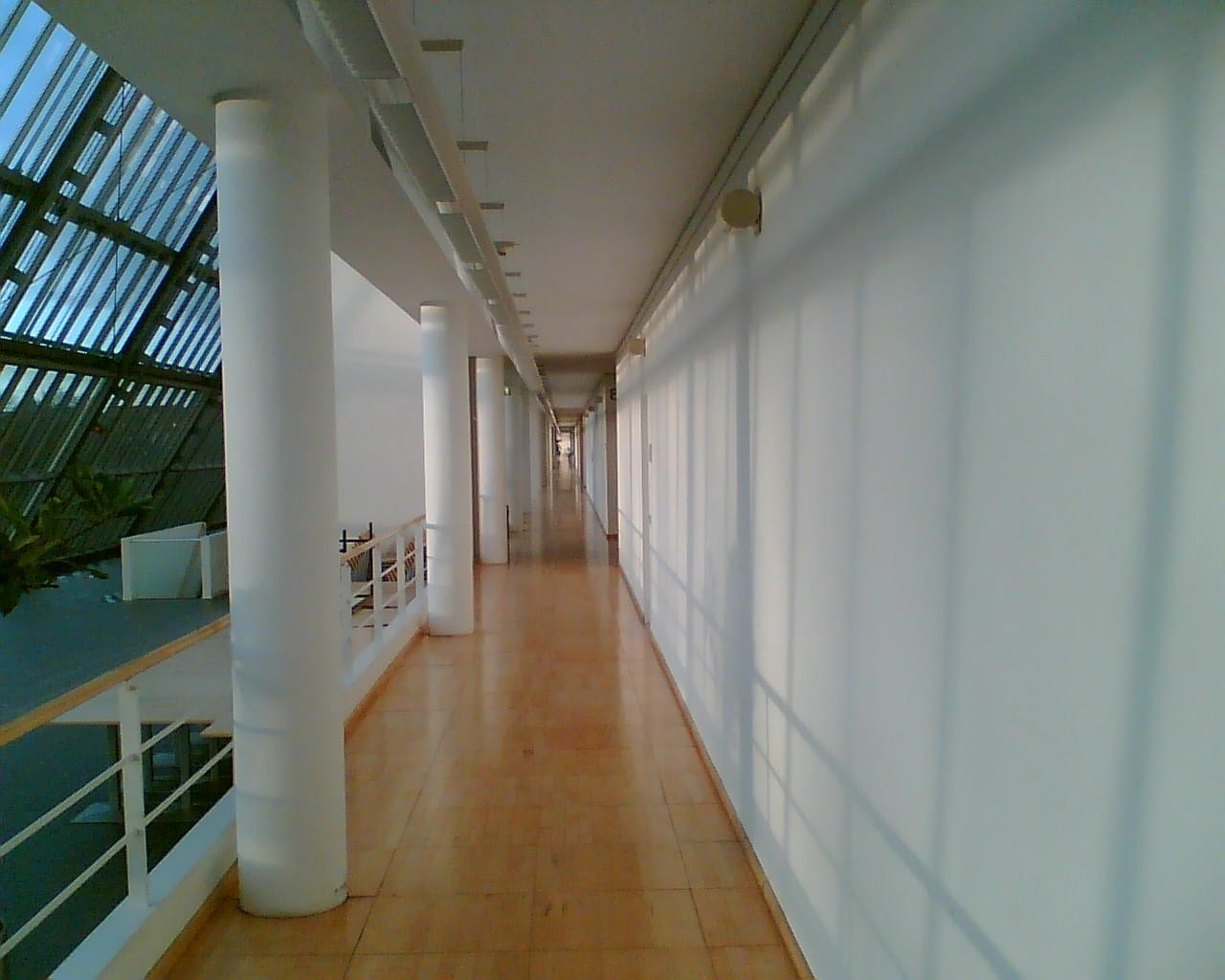
Glasmagistrale

Der Wissenschaftspark Gelsenkirchen (zunächst als Wissenschaftspark Rheinelbe bezeichnet) ist ein Projekt der Internationalen Bauausstellung Emscher-Park gelegen an der Munscheidstraße 14 in Gelsenkirchen. Unter dem Motto „Arbeiten im Park“ wurde auf dem Gelände des ehemaligen Gelsenkirchener Gussstahl- und Eisenwerkes Munscheid & Co in Gelsenkirchen-Ückendorf ein rund 300 Meter langes verglastes Gebäude errichtet, in dem sich mehrere Bürotrakte befinden. Unmittelbar an das Gebäude angrenzend ist ein kleiner Park mit See entstanden, der sich schnell zu einem beliebten Naherholungsziel entwickelt hat. Auf dem Dach des Gebäudes befindet sich ein Solarkraftwerk (Photovoltaikanlage). Ein ursprünglich vorgesehener zweiter Bauabschnitt sowie die Ergänzung des Baukörpers um einen Saal für Kongresse wurden nicht ausgeführt.

## Gestaltung
Entworfen wurde der Wissenschaftspark von dem Münchener Architekten Prof. Uwe Kiessler. Im Jahr 1995 wurde das Gebäude und sein städtebauliches Konzept mit dem Deutschen Architekturpreis der Bundesarchitektenkammer ausgezeichnet. Die künstlerische Gestaltung des Wissenschaftsparks stammt von dem amerikanischen Lichtkünstler Dan Flavin.

## Nutzung
Im Wissenschaftspark haben sich Unternehmen und Forschungseinrichtungen insbesondere aus den Bereichen Energietechnologie, Informations- und Kommunikationstechnologie sowie Gesundheitswirtschaft niedergelassen, unter anderem das Institut Arbeit und Technik an der Fachhochschule Gelsenkirchen, einige städtische Dienststellen (Referat Wirtschaftsförderung, Institut für Stadtgeschichte) sowie das Arbeitsgericht Gelsenkirchen, das bis 2016 im ehemaligen Verwaltungsgebäude des Stahlwerks untergebracht war.
In der 300 Meter langen Glasmagistrale finden diverse Ausstellungen, kleinere Messen und Empfänge statt. Unter anderem werden hier jährlich die Neuaufnahmen des „Pixelprojektes Ruhrgebiet“, einer regionalen fotografischen Sammlung, ausgestellt. Im Jahr 2008 wurde vom Wissenschaftspark Gelsenkirchen und dem Fotografen Peter Liedtke das Projekt „Bildsprachen“ (bild.sprachen) initiiert. Ziel des Projektes ist es, regelmäßig Ausstellungen regionaler Fotografen und Fotodesigner zu präsentieren, eine jährliche Messe als Kommunikationsplattform zwischen Fotografen und Bildabnehmern auszurichten sowie Vorträge und Seminare zu fotografischen Themen anzubieten.